# Branchinecta kaibabensis
Branchinecta kaibabensis är en kräftdjursart som beskrevs av Denton Belk och Fugate 2000. Branchinecta kaibabensis ingår i släktet Branchinecta och familjen Branchinectidae. Inga underarter finns listade.